# 新紫柳
新紫柳（学名：Salix neowilsonii）为杨柳科柳属的植物，为中国的特有植物。分布在中国大陆的四川等地，生长于海拔700米至800米的地区，常生于河边及平地村边，目前尚未由人工引种栽培。